# Pont d'Isavarre
El Pont d'Isavarre és un pont romànic del poble d'Isavarre, a l'antic terme de Sorpe, del terme municipal d'Alt Àneu, a la comarca del Pallars Sobirà.
Està situat a ponent del poble, a la part més baixa, a l'antic camí que menava a Sorpe.
En ruïnes, només es conserven parts dels dos muntants, fets amb grossos carreus (20 per 40 cm.) i el sòl, amb pedretes de riu. L'amplada del pont assolia els 3,6 metres.